# Distria Krasniqi
Distria Krasniqi (Pejë, 10 december 1995) is een Kosovaars judoka. Ze komt uit in de klasse tot 48 kilogram en is Europees en olympisch kampioen en wereldkampioen bij de junioren. Daarnaast won ze meerdere Judo World Masterstoernooien en Grand Slams en Grand Prix. 

## Carrière
Krasniqi begon op haar zevende met judo. Ze kwam aanvankelijk tot medio 2018 uit in de klasse tot 52 kilogram. In 2016 kon ze zich niet kwalificeren voor de Spelen van dat jaar, omdat per land maar een judoka geselecteerd mag worden per gewichtsklasse. Majlinda Kelmendi mocht namens Kosovo aantreden en werd olympisch kampioen. Krasniqi won in die klasse goud op de Middellandse Zeespelen 2018 en ze behaalde in hetzelfde jaar de WK-finale, die ze verloor van de Russische Natalja Koezjoetina. Daarna switchte ze naar een lagere gewichtsklasse, de klasse tot 48 kilogram, zodat ze minder concurrentie had van Kelmendi. In haar nieuwe gewichtsklasse haalde ze direct de halve finale op het WK van 2019 in Tokio. Ze verloor de halve finale van de Japanse Funa Tonaki, maar won de strijd om brons van Laura Martínez uit Spanje. Op de EK 2020 pakte Krasniqi via de herkansingen brons. In 2021 in Lissabon volgde de eerste Europese titel. In de finale versloeg ze de Oekraïense Daria Bilodid. In 2021 mocht ze deelnemen aan de met een jaar uitgestelde Olympische Spelen, waar ze als eerste geplaatst was. Ze kwam de eerste twee rondes op ippon vlekkeloos door. In de halve finale versloeg ze de Mongolische Oerantsetseg Moenchbat met één punt. In de finale was ze te sterk voor de thuisspelende publiekslieveling Tonaki, waardoor ze na Kelmendi de tweede Kosovaarse olympisch kampioen ooit werd. Hierop ontving ze van de president van Albanië de hoogste nationale onderscheiding, de Ere van de Natie.
1992: Cécile Nowak ·
1996: Kye Sun-hui ·
2000: Ryoko Tamura ·
2004: Ryoko Tani ·
2008: Alina Dumitru · 
2012: Sarah Menezes · 
2016: Paula Pareto · 
2020: Distria Krasniqi · 
2024: Natsumi Tsunoda